# Kape Barako

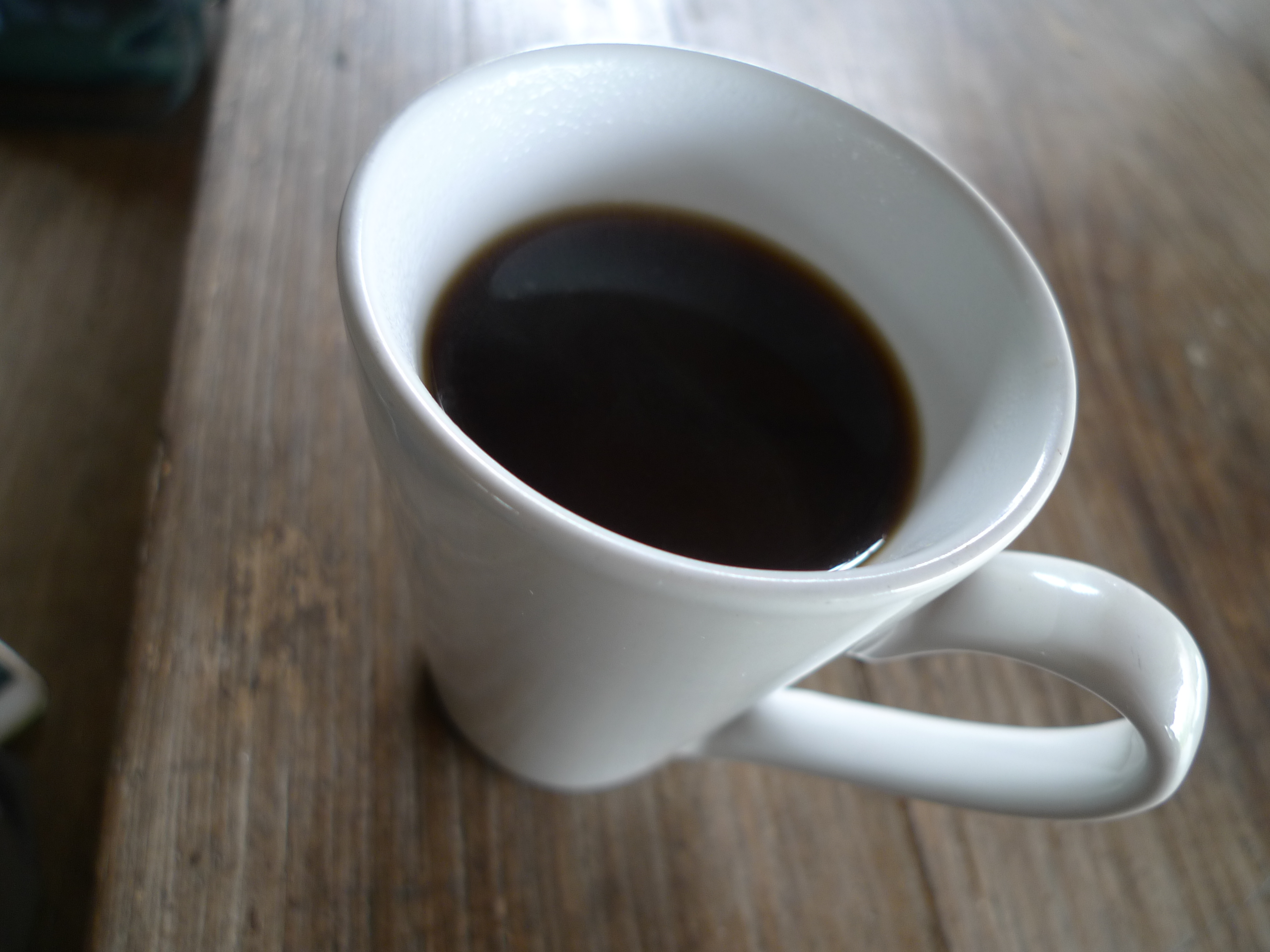
Kapeng barako a Tagaytay, Cavite

Kape barako també conegut com a Kapeng barako, cafè Barako o cafè Batangas, és una varietat de cafè cultivada a les Filipines, particularment a les províncies de Batangas i Cavite. Pertany a l'espècie Coffea liberica. El terme també s'utilitza per referir-se a tot el cafè procedent d'aquestes províncies. Barako en les llengües de les Filipines significa semental i s'associa amb la imatge de la masculinitat. Barako té un sabor fort i una fragància que recorda l'anís.
Els arbres de barako són alguns dels cafès cultivats comercialment més grans, cosa que els fa més difícils de créixer. Es consideren en perill d'extinció per la baixa producció i demanda. Està inclòs al catàleg internacional d’aliments patrimonials en perill d'extinció del moviment Slow food.

## Etimologia
Barako en llengües filipines és equivalent al terme anglès stud (tant literalment com figurat), de l'espanyol verraco, senglar (baboy ramo en tagal). La paraula s'associa amb connotacions de masclisme a la cultura filipina.

## Història
El cafè Barako va ser introduït a les Filipines a la dècada de 1740 pels frares espanyols. Originalment es va plantar a les terres baixes de Lipa, Batangas. Des d'allà es va estendre a altres zones de la província i Batangas es va fer coneguda pel seu cafè localment. Barako també es va exportar històricament a partir de la dècada de 1860 a San Francisco, als Estats Units i a parts d'Europa, amb preus cinc vegades superiors als d'altres grans de cafè asiàtic. El 1876, el cultiu del barako es va estendre a la província veïna de Cavite.
Filipines es va convertir en un dels quatre principals productors de cafè del món a la dècada de 1880, després que l'òxid del cafè devastés les plantacions de tot el món. Tanmateix, el 1889, la indústria del cafè a les Filipines també es va esfondrar després que l'òxid del cafè es va estendre a les illes. Això va fer que la majoria dels agricultors es traslladessin a altres cultius. Només van sobreviure unes quantes plàntules de barako, la majoria de les quals ara es trobaven a Cavite. A mitjans del segle xx, la demanda de cafè va tornar a augmentar, però el barako no va tornar a remuntar a causa de la dificultat de conrear-lo en comparació amb altres varietats de cafè. En canvi, el nou augment de la producció de cafè es va centrar en cultius resistents a la rovella del cafè importats dels Estats Units.

## Descripció

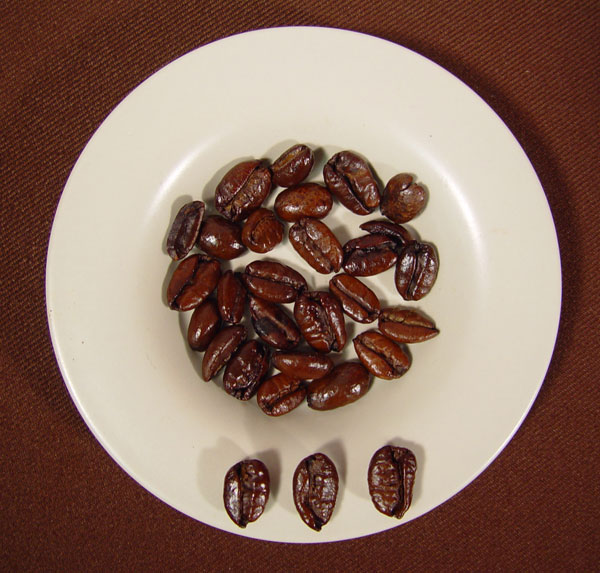
Grans de Libèrica de Mindoro, Filipines

La forma del gra libèrica és única entre altres espècies comercials (aràbica, robusta i excelsa). És asimètric, amb un costat més curt que l'altre costat, creant un ganxo característic a la punta. El solc central també és més irregular en comparació amb altres grans de cafè.
Els arbres de barako són molt alts, arribant fins als 20 m. Es cullen mitjançant escales. La mida de les drupes, els grans i les fulles de barako també es troben entre les més grans de totes les varietats de cafè.
Es diu que el seu sabor és superior al cafè del Congo, i la majoria dels bevedors de cafè filipins prefereixen el barako a l'aràbica. Les mescles d'aràbica - barako i excelsa - barako són populars i creen una tassa amb una gamma de sabors més àmplia. Té un sabor distintiu i una forta fragància que recorda l'anís.

## Cultiu i conservació
Barako només representa menys del 2% del cafè comercial cultivat. És abundant a les Filipines. Poques vegades s'exporta, ja que la major part de la producció prové de petites explotacions. Es ven al mercat local i turístic. També es produeix a Malàisia.
Les grans mides dels arbres de barako fan que sigui menys eficient per a la producció i la collita que altres varietats de cafè, fent que la majoria dels agricultors moderns l'abandonin i conreïn cultivars de cafè del Congo. Tanmateix, hi ha un interès recent per reviure i conservar el barako, inclosa la preferència creixent per aquest a les cafeteries locals de les Filipines.
El cafè Barako figura al catàleg internacional d’aliments patrimonials en perill d'extinció de l’Arca del Gust pel moviment Slow food.

## Preparació
El cafè Barako es prepara utilitzant un dispositiu d'infusions per degoteig, Cafetera d'èmbol, o simplement abocant aigua calenta als mols i filtrant la barreja amb un tros de tela. El barako es prepara tradicionalment negre o endolcit amb sucre mascavat. Barako es pot utilitzar per fer cafè exprés i altres begudes a base de cafè esprés.

## Còctels
Recentment s'ha exportat i venut al Canadà el cafè Barako o el cafè Liberica i s'ha incorporat a diversos còctels comuns a base de cafè exprés, com ara un Espresso martini liberica.

## Altres usos
A més de ser una beguda, el kapeng barako també s'utilitza com a exfoliant corporal en tractaments de spa. Els de batanga utilitzen kapeng barako com a alternativa a la sopa com a part del plat d'arròs. S'acostuma a fer servir per menjar tapa o qualsevol plat sec/fregit. El Kapeng barako de Batangas està guanyant popularitat entre els consumidors, principalment pel seu atractiu únic, autèntic i tradicional.
- Cafè Benguet

- Cafè Sagada

- Cafè Sulu

- Tsokolate